# 야쓰데촌
야쓰데촌(八手村)은 니가타현 산토군에 설치되었던 촌이다. 현재의 이즈모자키정에 해당한다.